# Ely, Nevada
Ely là một cộng đồng dân cư quận lỵ quận White Pine thuộc tiểu bang Nevada, Hoa Kỳ.
Quận này được đặt tên theo. Theo điều tra dân số của Cục điều tra dân số Hoa Kỳ năm 2000, cộng đồng có dân số 4041 người. 
Dù các tuyến đường sắt nối First Transcontinental Railroad với các mỏ ở Austin và Eureka đã bị dỡ bỏ từ lâu, tuyến đường sắt đến Ely vẫn được giữ để làm đường sắt di sản bởi Nevada Northern Railway với tên gọi Đường sắt ma Ely Cổ